# Isoquanto

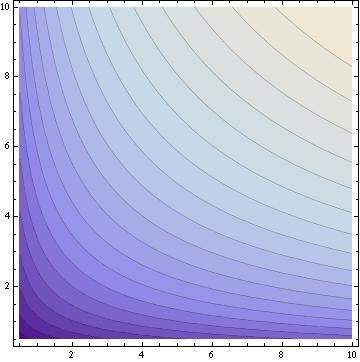
Figura 1: Isoquanti nel caso di funzione di produzione Cobb-Douglas a due fattori

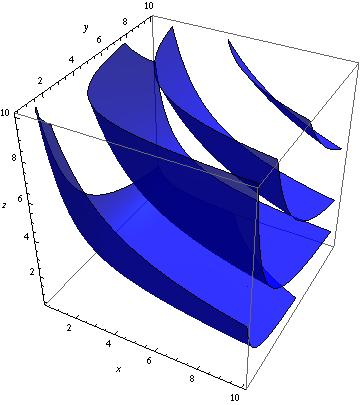
Figura 2: Isoquanti nel caso di funzione di produzione Cobb-Douglas a tre fattori

L'isoquanto in economia è l'insieme delle combinazioni efficienti di input che forniscono lo stesso livello di produzione. In termini formali, data una generica funzione di produzione del tipo:
{\displaystyle q=f(x_{1},x_{2},\ldots ,x_{n})}
dove q è  l'output e xi è l'input i-esimo, l'isoquanto è definito come:
{\displaystyle I=\{(x_{1},x_{2},\ldots ,x_{n})\ |\ f(x_{1},x_{2},\ldots ,x_{n})={\bar {q}}\}}
Ad ogni livello di output corrisponde dunque un diverso isoquanto.
Così, nel caso di due input -- lavoro (L) e capitale (K) -- data una funzione di produzione:
{\displaystyle \ q=f(L,K)}
l'isoquanto associato ad ogni livello di output è l'insieme delle combinazioni efficienti di lavoro e capitale che permettono di produrre quel dato livello di output (Figura 1).
L'inclinazione in ogni punto dell'isoquanto è il saggio marginale di sostituzione tecnica, che misura il rapporto di scambio tra due fattori di produzione tale da non far variare il livello di output, ed è quindi una misura della sostituibilità dei fattori.
La combinazione fra l'isoquanto e la famiglia di rette di isocosto rilevante, determinata dal costo relativo dei fattori, consente di risolvere il problema di minimizzazione dei costi. In particolare, la combinazione di input che permette di minimizzare i costi è quella in corrispondenza della quale, data qualsiasi coppia di input, il saggio marginale di sostituzione tecnica eguaglia il loro costo relativo.    

## Proprietà della tecnologia e proprietà degli isoquanti
Dalle assunzioni sulle caratteristiche della tecnologia derivano le proprietà degli isoquanti. In particolare, assunzioni comuni nella teoria della produzione neoclassica sono:
- monotonicità della tecnologia: aumentando la quantità impiegata dei fattori produttivi, la quantità di output non diminuisce.[1]
- convessità della tecnologia: combinazioni convesse di tecniche di produzione efficienti che forniscono lo stesso output danno un output non minore.

Da queste assunzioni derivano le proprietà degli isoquanti. In particolare, dalla monotonicità derivano l'inclinazione negativa e il fatto che a isoquanti più lontani dall'origine corrispondano livelli di output maggiori. Dalla convessità della tecnologia deriva la convessità degli isoquanti.
Da notare finalmente che, la legge della produttività marginale decrescente dei fattori, è condizione necessaria ma non sufficiente per la convessità degli isoquanti.